# Latitudinális diverzitási gradiens

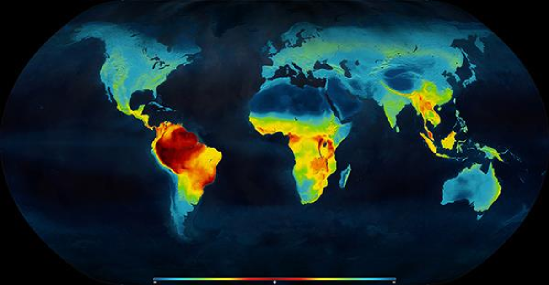
Recens szárazföldi gerincesek fajgazdagsága (Mannion 2014)

A biodiverzitás az Egyenlítőtől a pólusok felé haladva jellemzően csökkenő tendenciát mutat, mely jelenség megnevezése a latitudinális diverzitási gradiens (LDG), ami az egyik legáltalánosabb érvényű biodiverzitásmintázat.  

## Alakulása a földtörténet során
A biodiverzitás szélességi fokok függvényében való változása nem mindig rajzolt ki meredek görbét. A tengerekben ugyan 254-201 millió évvel ezelőtt tulajdonképpen a maihoz hasonló mintázat uralkodott, egy óriási kihalási eseményt: a 252 millió évvel ezelőtti perm-triász kihalási eseményt követő 5 millió évben a biodiverzitás eloszlását a trópusi kicsúcsosodás nélküli lapos gradiens jellemezte. A fajgazdagság kiegyenlítődése a trópusi területeket érintő szélsőséges felmelegedés és óceáni anoxia következtében fellépő magasabb kihalási rátának, valamint a magasabb szélességi fokok irányába történő vándorlásnak tulajdonítható.
Hasonlóan laposodott el az LDG a 66 millió évvel ezelőtti kréta-paleogén (K-Pg) kihalási eseményt követően az észak-amerikai szárazföldi emlősök esetében. Azonban úgy tűnik, hogy ez a példa valójában egy hosszabb távú dinamikus mintázat része: sok szárazföldi csoport diverzitása nem hasonult a mai LDG-hez sem a K-Pg esemény előtt, sem utána. Evolúciós történetüket ellapult gradiensek vagy magasabb szélességi fokokra tevődő biodiverzitáscsúcsok jellemzik még a perm és triász időszakokban is, ellentétben a tengeri élőlénycsoportok mintázatával.
A mai LDG valószínűleg csak az elmúlt 30-40 millió évben kezdett kialakulni, mind a szárazföldi, mind a tengeri környezetben. A folyamat kezdete egybeesik a jelenleg is fennálló kainozoikumi eljegesedés kezdetével, melynek során megindult a trópusi területek visszahúzódása.

## Kifejezettsége a jelenben
Az LDG mértéke napjainkban sem egységes: többek között nagyban függ a vizsgált élőlénycsoportoktól és az elemzések léptékétől.
A gradiens meredekebb a szárazföldi és tengeri ökoszisztémákban (édesvíziekkel szemben), regionális skálán (lokálissal szemben), az Újvilágban (Afrika, Eurázsia, Ausztrália sivatagjai és hegyláncai barriert képezhetnek), valamint nagyobb testméretű és magasabb trofikus szintű élőlényeknél.
Ellenben nincs különbség az északi és déli féltekék, az ektoterm és homeoterm állatok, valamint a különböző diszperzál típusok (aktív vagy passzív) tekintetében elkülönített mintázatok között. 

## Kialakulásának hipotetikus okai
Alexander von Humboldt már több, mint két évszázada felismerte az LDG-t, de a mögötte álló mechanizmusok megértése továbbra is nagy kihívást jelent. Okára adott magyarázatként számos hipotézis fogalmazódott meg, melyek közül alább csupán a jelenleg is széles körben támogatottak kerülnek bemutatásra. 

### „Idő és terület” hipotézis
Eszerint a megközelítés szerint a mérsékelt égövi területek később alakultak ki, ezért kevesebb idejük volt a diverzifikációra. Tehát, bár a trópusok diverzifikációs rátájukban nem térnek el, fajaik hosszabb ideje akkumulálódnak.
Az elmélet a paleocén-eocén hőmérsékleti maximumra támaszkodik, melynek idején a trópusi flóra jóval kiterjedtebb volt (összehasonlításképpen: északi határa mai földrajzi viszonyok között Londonig érne). Az ezt követő lehűlési periódus erőteljesebben érintette a magasabb szélességi fokon fekvő területek klímáját. Ennek következtében jött létre a mérsékelt égövi környezet is, míg az Egyenlítőhöz közelebb viszonylag változatlanok maradtak a körülmények.

### Magasabb speciációs ráta a trópusokon
Egy másik elmélet szerint a trópusok azért fajgazdagabbak, mert nagyobb a diverzifikációs rátájuk, ami a magasabb speciációs rátának és/vagy alacsonyabb kihalási rátának köszönhető. A következő két hipotézis tehát ugyanazt a feltevést hivatott magyarázni.
A magasabb speciációs ráta (gyorsabb fajképződés) meglétére több elméleti indoklás is létezik.
- A trópusi kisméretű populációkban fokozódik a genetikai sodródás. Ezzel az állítással azonban az a probléma, hogy eleve diverz közösséget feltételez sok ritka fajjal.

- Mivel egy esetleges klímaváltozás magasabb szélességi foknál erősebben nyilvánul meg, az ottani közösségekben a jobb helyváltoztató képességet támogatja, mely tulajdonság fokozza a génáramlást, ezzel csökkentve a speciációs rátát. Viszont a kihalási rátát is csökkenti, ellentétben a következő hipotézis feltételezésével.

- A fajképződés típusainak valószínűsége is eltérhet a különböző élőhelyek között, ami befolyásolhatja a fajképződés sebességét. Például a fitofág rovarok különösen nagy diverzitásának kialakulásában lehet, hogy számottevő volt szimpatrikus fajképződésük.

- A nagyobb területű trópusok más élőhelyekkel szemben nagyobb elterjedést tesznek lehetővé egy faj számára, ami több lehetőséget nyújt kisebb részpopulációk izolációjára. Ugyanakkor figyelembe kell venni, hogy a széles elterjedésre képes fajok bizonyos jellegei facilitálhatják a génáramlást, ami az előbbi megállapítás ellen hat.

- A kisebb (pl. hőmérsékleti) ingadozás nagyobb specializáció lehetőségét teremti meg, ami redukálja a diszperzációs képességet, ezáltal pedig a génáramlást.

- Magasabb hőmérséklet mellett bizonyítottan magasabb a molekuláris evolúciós ráta, ami magasabb mutációs rátát okozhat, azonban egyelőre kevés közvetlen bizonyíték áll rendelkezésre a molekuláris és fenotipikus változás összefüggésére.

- A biotikus interakciók nagyobb jelentősége nagyobb mértékű és gyorsabb speciációt eredményez, mert az alkalmazkodás irányultsága nem a környezeti tényezőktől, hanem a többi fajtól függ. Ellentétben a változékonyabb mérsékelt égövi környezettől, ahol az elmélet szerint az abiotikus tényezők az elsődleges szelekciós tényezők. Ebből kifolyólag az alkalmazkodás rögzített célzatú a trópusokhoz viszonyítva, ahol az alkalmazkodás irányultságát a sokkal dinamikusabban változó közösség aktuális összetétele határozza meg.

### Alacsonyabb kihalási ráta a trópusokon
A stabilabb környezet és a nagyobb terület csökkentik a kihalás esélyét. Utóbbi nagyobb potenciálisan benépesíthető területet, ebből fakadóan nagyobb lehetséges populációméretet jelent.